# ジョージア黄金時代
ジョージア黄金時代は、ジョージアで、ジョージア王朝がその勢力と発展で隆盛を極めた、11世紀後半から13世紀までの中世盛期と呼ばれる時代のことである。
この時期は軍備拡張に加え、ジョージア王朝の建築や絵画や詩が振興したこ。
また、軍備拡張はジョージア初の有名な世俗文学作品の作成ならびに宗教芸術の発展において頻繁に表現された。